# Mercado del Norte
El Mercado del Norte es un edificio en San Miguel de Tucumán, Argentina construido para ser usado como mercado. Se inauguró el 10 de diciembre de 1939 con el nombre de Mercado Frigorífico Central. Funcionó hasta marzo de 2021 cuando la intendencia de la ciudad decidió su clausura pese al malestar de los comerciantes que trabajaban en el predio. La decisión se basó en el mal estado estructural del edificio. Un tiempo después, se decidió que el mercado sea reacondicionado, pero ya no como un mercado alimenticio, sino como un centro comercial. Así fue como en el año 2022, las obras se pusieron en marcha. El nuevo Mercado, se llamaría "Paseo del Norte", y contaría con 16 locales que darían contra las calles y la peatonal, así como escaleras mecánicas y un gran patio de comidas en la parte superior. El 27 de octubre de 2023, la primera etapa, que se trataba de la restauración del inmueble, fue completada. Al día siguiente, Germán Alfaro dejó la intendencia, dándole paso a la nueva intendente, Rossana Chahla. El nombre volvió a ser "Mercado del Norte" y, según la intendente, "la idea es devolverle el mercado a los tucumanos". 